# 完者帖木儿
完者帖木儿（?—?），元顺帝时中书右丞相。蒙古族。
元惠宗至正十七年（1357年），完者帖木儿由御史中丞迁中书右丞，知枢密院事。因为他任右丞时曾弹劾中书右丞相太不花骄慢拒命，为太不花所恨。于是以失误专制之罪名，改官征至军中。太不花失败後，完者帖木儿免于受害。至正二十年（1360年），元顺帝拜完者帖木儿为中书平章政事。至正二十六年（1366年），为知枢密院事。至正二十七年（1367年），升中书右丞相，知大抚军院事，掌内外诸王、驸马、各处总兵、统兵、行省、行院、宣慰司等军情。